# Cyornis hyacinthinus
El papamoscas jacintino (Cyornis hyacinthinus) es una especie de ave paseriforme de la familia Muscicapidae endémica de algunas de las islas menores de la Sonda (Indonesia y Timor oriental).

## Distribución y hábitat
Es endémica de las selvas de algunas de las islas menores de la Sonda (Wallacea).

## Subespecies
Se reconocen las siguientes:
- C. h. hyacinthinus (Temminck, 1820) - Timor, Roti y Semau
- C. h. kuehni Hartert, 1904 - Wetar